# Pouteria gomphiifolia
Pouteria gomphiifolia là một loài thực vật có hoa trong họ Hồng xiêm. Loài này được (Mart. ex Miq.) Radlk. miêu tả khoa học đầu tiên năm 1882.